# 马修·卡索维茨
马修·卡索维茨（Mathieu Kassovitz，1967年8月3日—），法國電影演員及导演制片人编剧，27岁便凭法国电影《恨》獲得戛纳电影节最佳導演獎。他还出演过电影《艾蜜莉的異想世界》中的男主角。

## 演出电影
作为演员，马修·卡索维茨在法国以外最出名的角色是《天使愛美麗》中的男主角尼诺（Nino Quincampoix）。另外，他在自己执导的《仇恨》中也出演过小角色。2005年，在著名導演斯蒂芬·斯皮尔伯格執導的電影《慕尼黑》中演出。2012年搭配影后茱麗葉·畢諾許出演《回到初相遇》的男主角。

## 電影作品

### 導演
- 《恨》（1995年）(法文片名：La Haine)
- 《接班人》（1997年）(法文片名：Assassin(s))
- 《暗流》（2001年）(法文片名：Les rivières pourpres)，由尚·連奴主演。
- 《鬼兆》（2003年）(英文片名：Gothika)
- 《巴比倫密碼》（2008年）(英文片名：Babylon A.D.)

### 演出
- 《見人倒下》
- 《恨》
- 《驚異狂想曲》
- 《第五元素》
- 《沉默的英雄》
- 《艾蜜莉的異想世界》
- 《慕尼黑》
- 《回到初相遇》
- 《巴黎情報局（英语：The Bureau (TV series)）》

## 外部連結
- Official website
- 马修·卡索维茨在互联网电影资料库（IMDb）上的資料（英文）